# Agostino Steuco

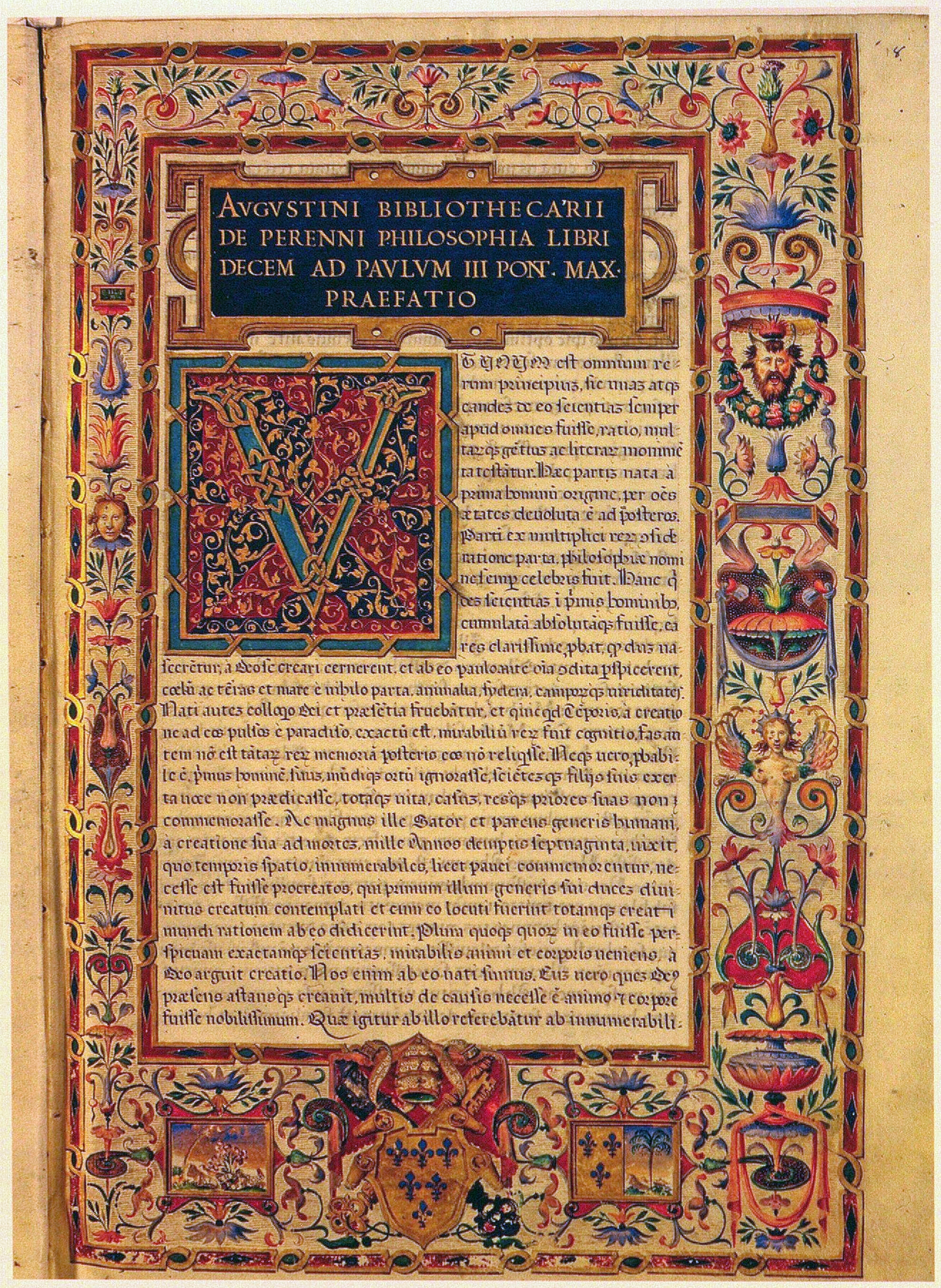
Der Anfang von Steucos Vorrede zu seiner Schrift De perenni philosophia im Widmungsexemplar für Papst Paul III. (Biblioteca Apostolica Vaticana, Vat. lat. 6377, fol. 18r)

Agostino Steuco (lateinisch Augustinus Steuchus, Beiname Eugubinus; * 1496 oder 1497 (?) in Gubbio, Umbrien; † 18. (?) März 1548 in Venedig) war ein italienischer Bischof, Gelehrter und Philosoph.
Steuco trat um 1512 in Gubbio in den Orden der Augustiner-Chorherren ein. Er studierte besonders Sprachen (Hebräisch, Griechisch, Aramäisch, Syrisch, Arabisch, Äthiopisch) an der Universität Bologna. Von 1525 bis 1529 verwaltete er die Bibliothek des Kardinals Domenico Grimani (1461–1523) in Venedig. Anschließend wurde er Prior in S. Marco. Er verfasste die Schrift De perenni philosophia.
1538 wurde er Bischof von Kissamos (Kreta) und am 27. Oktober 1538 Bibliothekar der Vatikanischen Bibliothek. 1546 nahm er als Konzilsvater am Konzil von Trient teil.

## Edition
- Agostino Steuco: De Perenni Philosophia / Über die ewige Philosophie. Herausgegeben und eingeleitet von Günter Frank. Übersetzt von Frank Böhling. 5 Bände. Frommann-Holzboog Verlag, Stuttgart-Bad Cannstatt 2024. ISBN 978-3-7728-2378-7.